# Jan Baptist Berterham
Jean-Baptiste Berterham est un graveur et illustrateur flamand de la fin du XVIIe siècle et du commencement du XVIIIe siècle.

## Œuvres
- Portrait d'Isabelle de Grobbendonck, 37e abbesse de la Cambre (1696)
- Chapelle Notre-Dame de Montaigu (Villers-la-Ville) (1726)
- Portrait du prince de Rubempré (1728)
- Portrait de Nicolas Efchius, curé

## Galerie

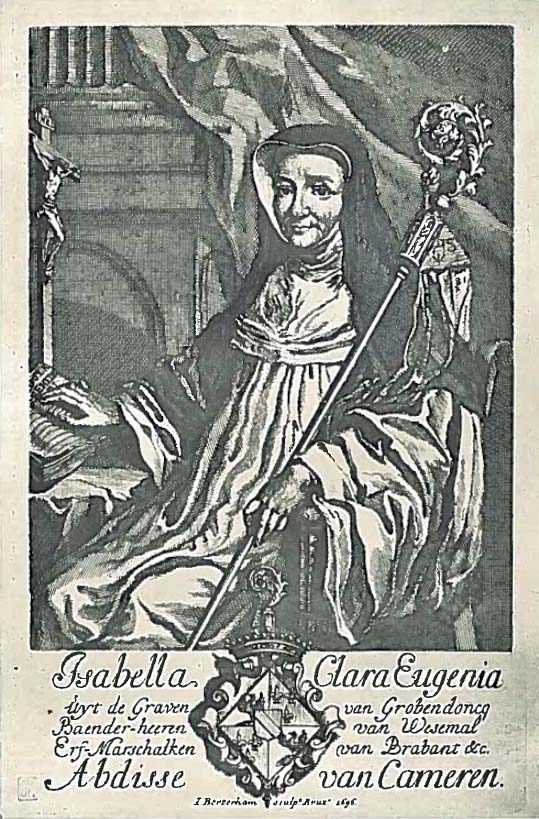
Portrait armorié d'Isabelle de Grobbendonck (1696)
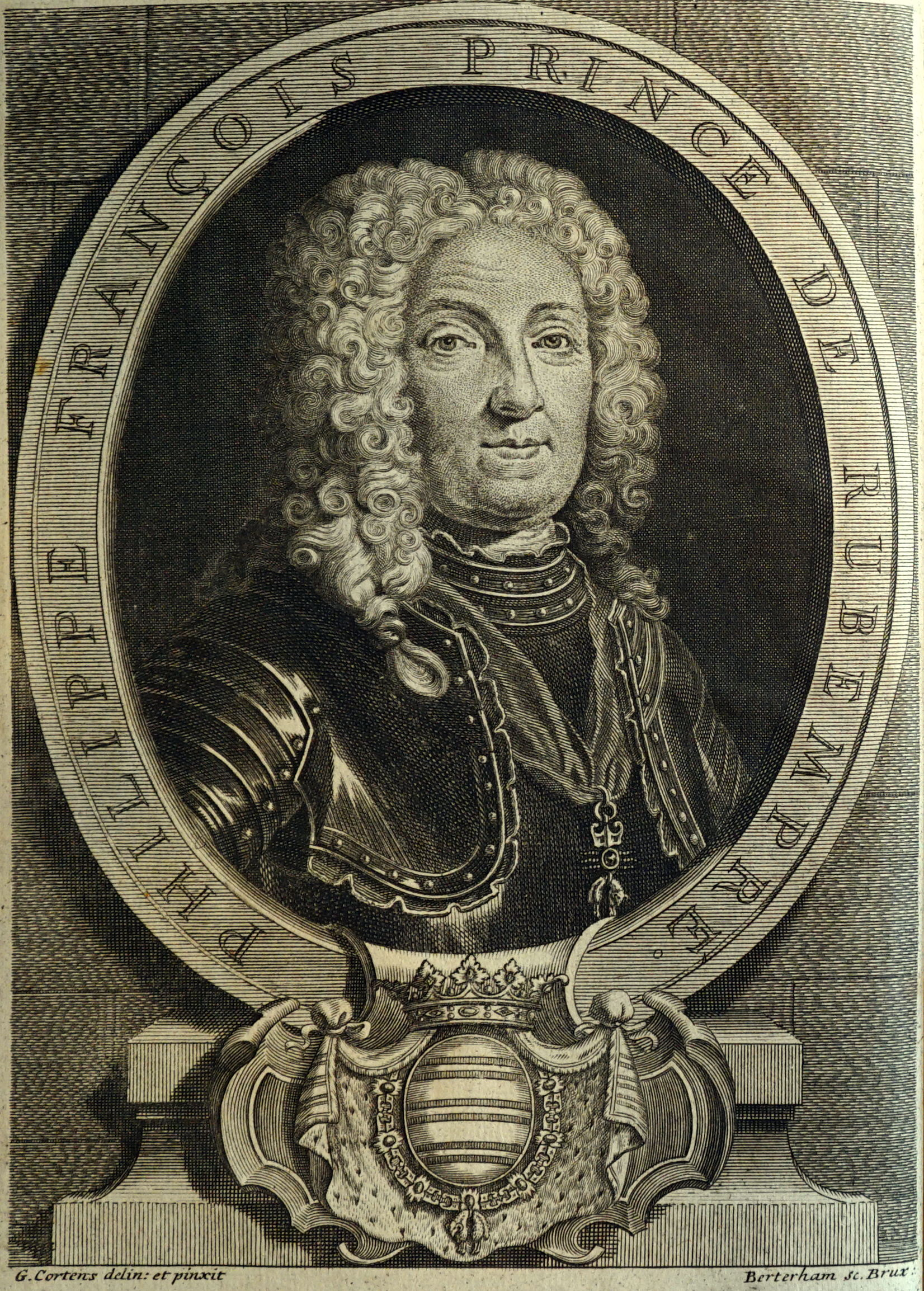
Portrait du prince de Rubempré (1728)